# Govan (Canada)
Govan is een plaats (town) in de Canadese provincie Saskatchewan en telt 232 inwoners (2006).